# James Stuart, II conte di Bute
James Stuart, II conte di Bute (1696 – 28 gennaio 1723), è stato un nobile scozzese.

## Biografia
Era il figlio di James Stuart, I conte di Bute e di sua moglie Agnes Mackenzie.

## Matrimonio
Nel febbraio del 1711, sposò Lady Anne Campbell, figlia di Archibald Campbell, I duca di Argyll e di sua moglie Elizabeth Tollemache. Ebbero otto figli:
- John Stuart, III conte di Bute (25 maggio 1713 - 10 marzo 1792)
- Lady Mary Stuart (1713 - 30 dicembre 1773), sposò, il 31 ottobre 1729, Sir Robert Menzies di Weem (1706 - 1786)
- James Stuart-Mackenzie (1723 - aprile 1800)
- Anne Stuart (1723 - 28 novembre 1786), sposò, nel luglio 1736, James Johnstone, V Lord Ruthven di Freeland
- Archibald Stuart
- Lady Elizabeth Stuart
- Lady Jean Stuart
- Lady Grace Stuart